# San Filippo Neri in Via Giulia
San Filippo Neri in Via Giulia ou Igreja de São Filipe Néri na Via Giulia, conhecida também como San Filippo Neri alla Regola, é uma igreja de Roma, Itália, localizada no rione Regola, na via Giulia. É dedicada a São Filipe Néri.

## História
Esta igreja, popularmente chamada de San Filippino por causa de seu tamanho diminuto, foi construída em 1603 por um devoto florentino chamado Rutilio Brandia, que a dedicou originalmente a São Trófimo. Perto da igreja, o generoso benfeitor construiu ainda conservatório para mulheres solteiras, sustentado às suas custas e dedicado a São Filipe Néri, e um pequeno hospital para padres enfermos e empobrecidos. A partir do nome do conservatório, a igreja passou a ser chamada de São Filipe.
Em 1728, Filippo Raguzzini restaurou completamente a igreja, dando-lhe uma nova fachada. Uma inundação do Tibre, em 1853, danificou o complexo inteiro e obrigou uma nova reestruturação, ordenada pelo papa Pio IX. Logo depois das demolições efetuadas no local antes da Segunda Guerra Mundial, a igreja foi abandonada e, por algum tempo, transformada em depósito do mercado vizinho. Em 1993, foi novamente restaurada e hoje está novamente reconsagrada ao culto.
A igreja atualmente está inserida num contexto urbano bastante diferente do anterior, por conta das já citadas demolições, cujo objetivo era criar uma via ligando a Ponte Mazzini e o Corso Vittorio Emanuele II, um projeto que foi abandonado depois da queda do fascismo.

## Descrição
Entre os principais pontos de interesse estão a fachada, dominada por um oval em estuque com a imagem de "São Filipe acolhido no Céu com a Madona e o Menino". A igreja abriga ainda um relicário de prata que o reitor da igreja se recusou a entregar depois de uma ordem do papa Pio VI para que todas as igrejas recolhessem sua riquezas para atender ao pesado custo do Tratado de Tolentino de 1797.
Antigamente venerava-se ali uma imagem em relevo do Santíssimo Crucifixo proveniente da Basílica de São Pedro e de origem medieval.

## Galeria

Imagens da igreja
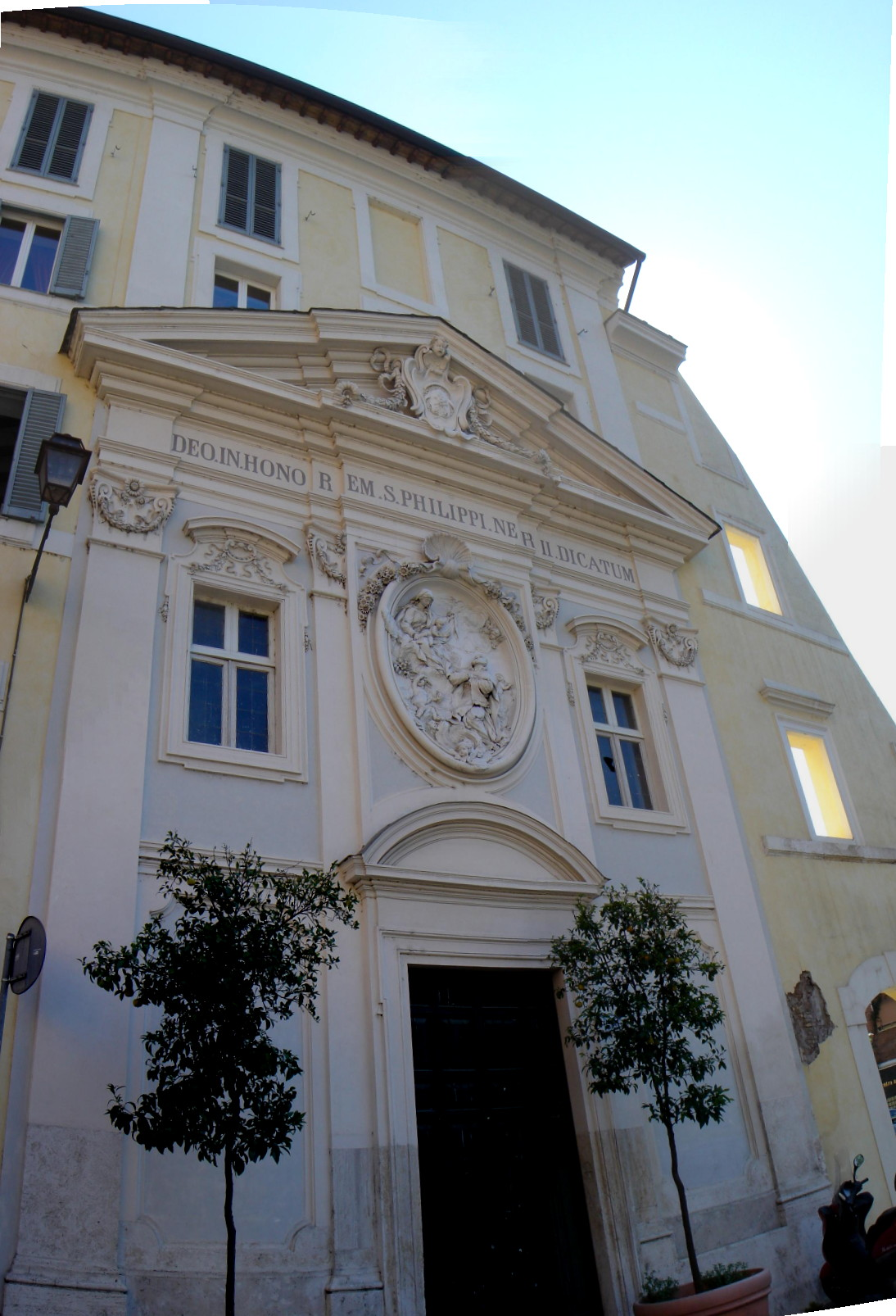
Detalhe da fachada
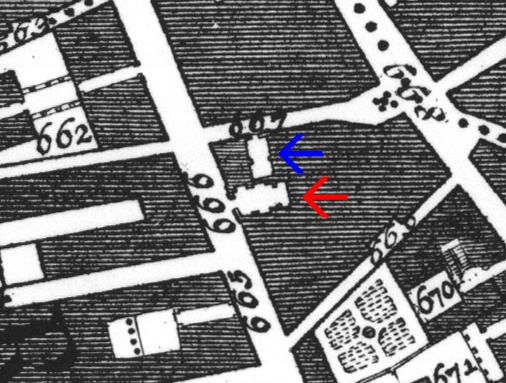
Mapa de Nolli com a igreja de San Filippo Neri (666).
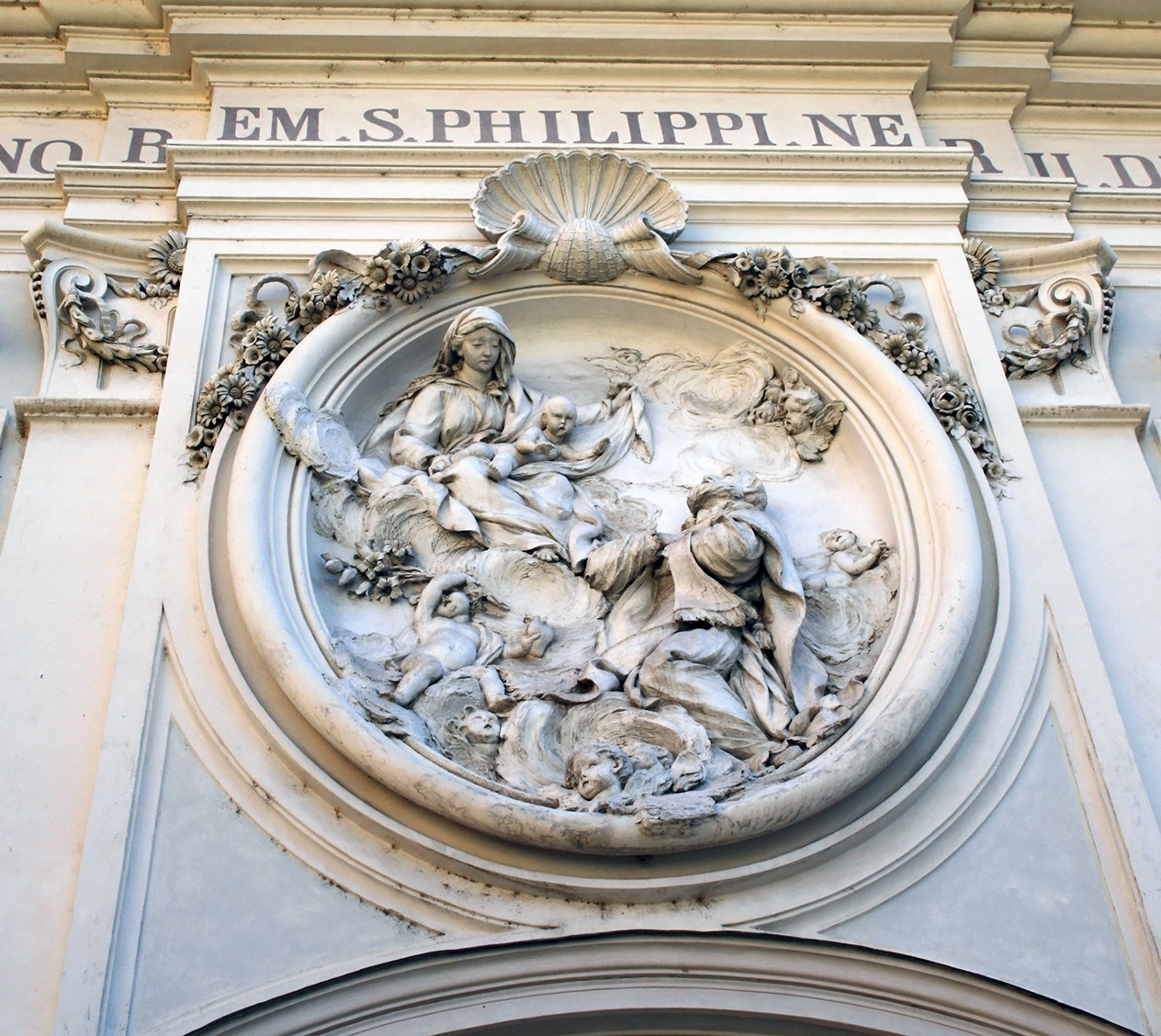
Detalhe do oval na fachada com São Filipe Néri.